# بخش لیبرتادور خنرال سان مارتین (چاکو)
بخش لیبرتادور خنرال سان مارتین (به اسپانیایی: Departamento Libertador General San Martín) یک منطقهٔ مسکونی در آرژانتین است که در استان چاکو واقع شده‌است. بخش لیبرتادور خنرال سان مارتین ۷٬۸۰۰ کیلومتر مربع مساحت و ۵۴٬۴۷۰ نفر جمعیت دارد.